# Macintosh Quadra számítógépek
A Macintosh Quadra számítógépek 1991 októbere és 1995 októbere között az Apple által tervezett, gyártott és értékesített asztali személyi számítógép család volt. Quadra-nak nevezték a Motorola 68040 processzorának központi feldolgozóegységét, innen kapta a család a nevét. A név kitalálásával megbízott Lexicon Branding marketingcég  azt remélte, hogy a név megszólítja a mérnököket olyan szakkifejezések megidézésével, mint a kvadráns vagy a a quadriceps (Musculus quadriceps femoris). A Quadra az Apple csúcskategóriás gépcsaládja volt.

## Története

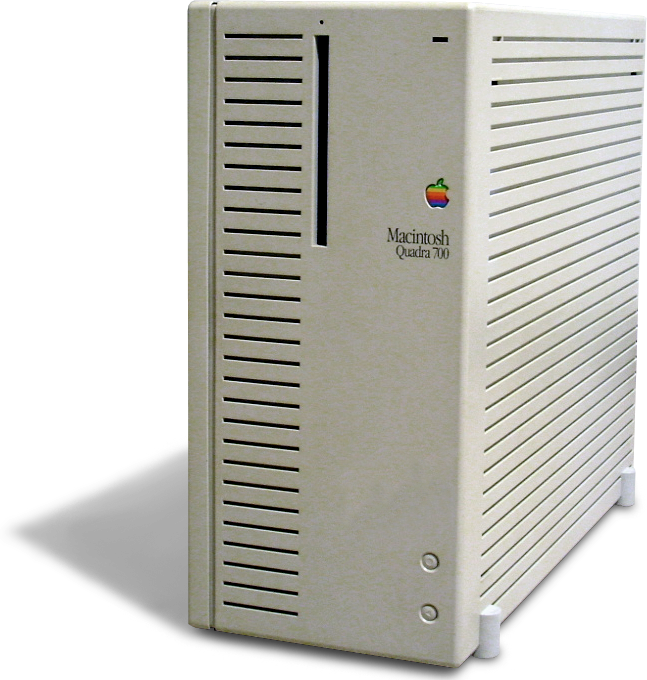
Macintosh Quadra 700

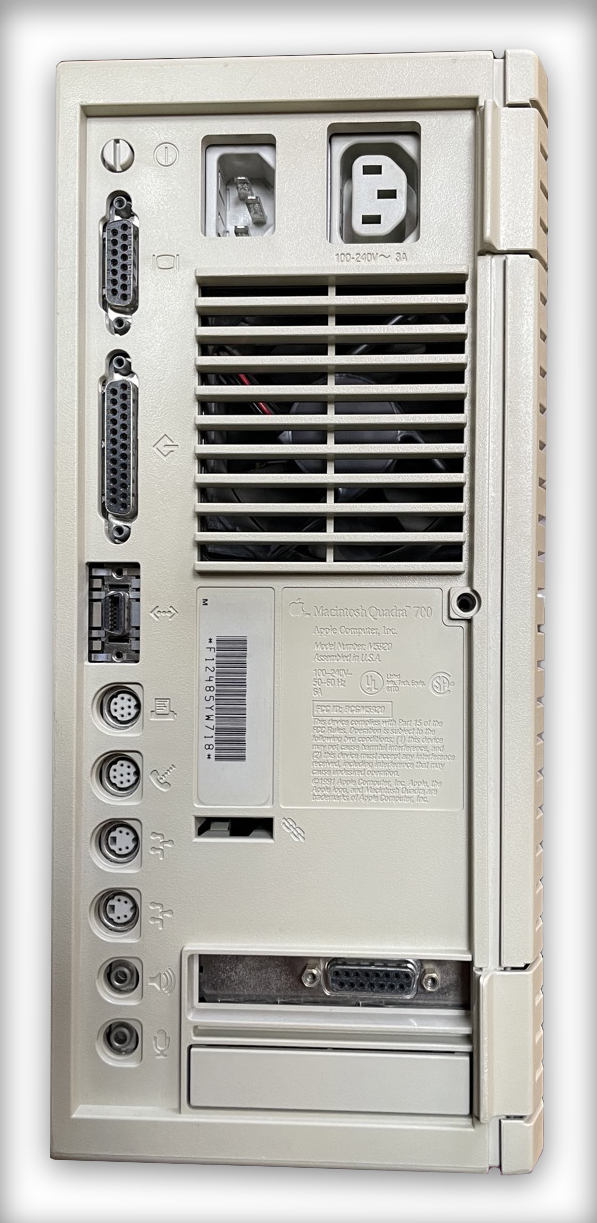
Macintosh Quadra 700 hátoldal

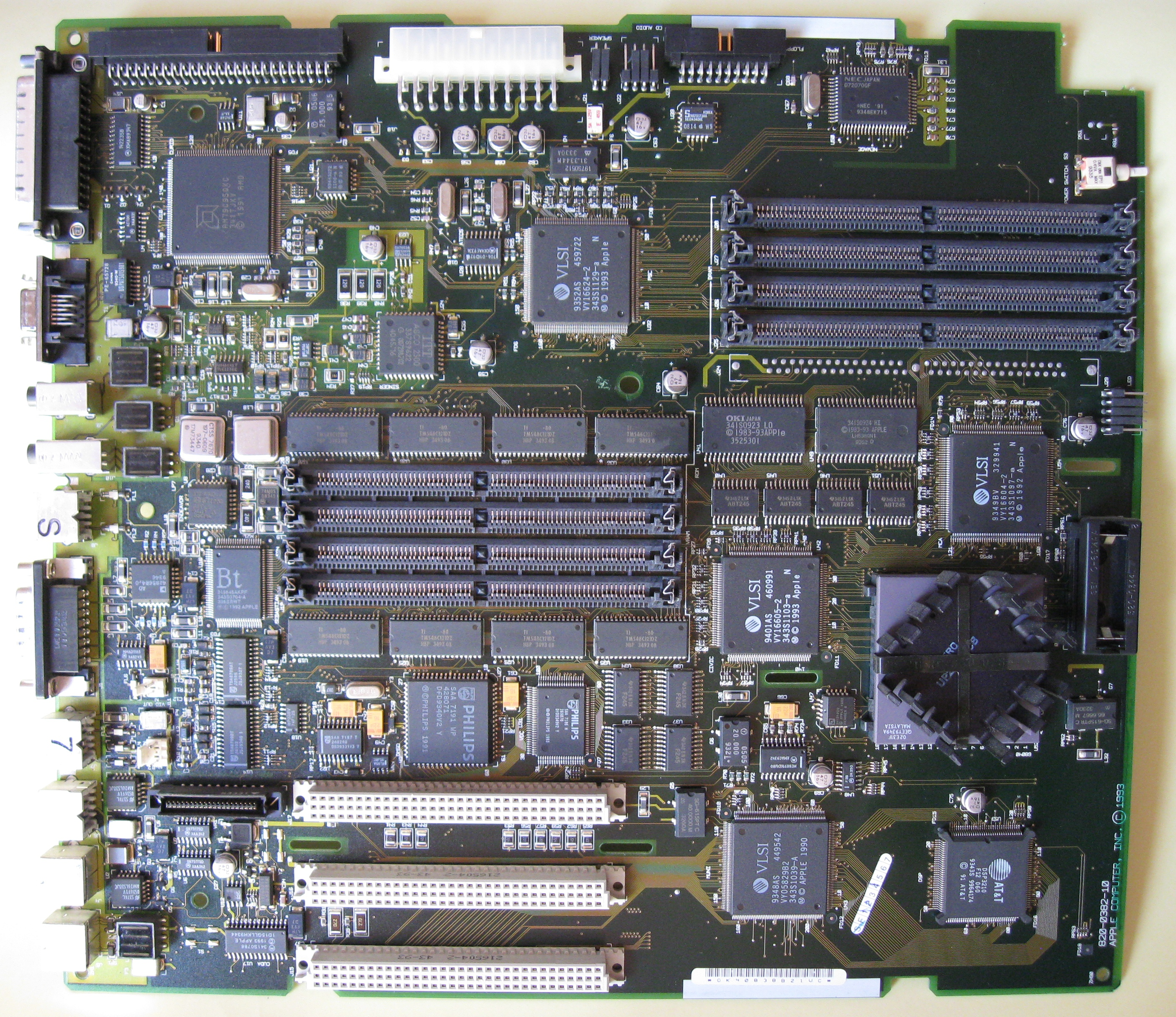
Macintosh Quadra 840AV alaplap

A Motorola 68040-es jelentős frissítés volt az Apple által korábban használt 68030-hoz képest. 1,2 millió tranzisztort tartalmazott, több mint négyszer annyit, mint elődje. Nyolcszorosára, 4096 bájtra nőtt az L1 gyorsítótár mérete. Ez volt az első 68 KB-os processzor, amely beépített lebegőpontos egységgel (FPU) rendelkezik. Noha voltak hátrányai, a 68040-es processzor nyilvánvaló választás volt az Apple következő prémium munkaállomásai számára. És ez a vonal „Quadra” néven vált ismertté.
Az első modellek a Quadra 700 és a Quadra 900 volt, mindkettőt 1991 októberében mutatták be. A Quadra 800, Quadra 840AV és Quadra 605 modelleket 1993-ban jelentek meg. A Macintosh Centris sorozatot 1993 októberében egyesítették a Quadrával, így lett Centrisből Quadrává a 610, 650 és 660AV. A Power Macintosh termékcsalád 1994 eleji bevezetése után az Apple még bemutatta a Quadra 630-t, Quadra 950-t 1995 októberéig árulták.
A Quadra család termékmenedzsere Frank Casanova volt, aki egyben a Macintosh IIfx termékmenedzsere is volt.
Az elsőként bemutatott Macintosh Quadra 700 kompakt modell volt, a Macintosh IIci-vel megegyező házméretekkel, processzor közvetlen bővítőhely (PDS) bővítőhellyel. A 700-assal egy időben bemutatott 900-as újonnan tervezett toronyházat kapott, amelyben öt NuBus és egy PDS bővítőhely is elfért. A 900-ast 1992-ben cserélte az Apple a Quadra 950-re. Ehhez több „800-as sorozatú” minitorony házas gép csatlakozott, kezdve a Quadra 800-zal, illetve a „600-as sorozatú” pizzadoboz asztali házas a Quadra 610-el.
1993-ban a Quadra 840AV és a 660AV mutatkozott be – az AV a kiemelt audio (hang) és videó képességet jelölte. Mindkét Macintosh AT&T 3210 digitális jelfeldolgozó processzort, S-Video és kompozit videó bemeneti/kimeneti, valamint CD-minőségű mikrofon- és audio–kimeneti portokat kapott. Az AV-modellekkel mutatták be a PlainTalk-ot, amely a MacinTalk Pro szövegfelolvasó szoftverből és beszédvezérlésből – bár nem diktálásból – állt. A későbbi AV Macintosh-okba nem került külön DSP, a nagyobb teljesítményű PowerPC 601 olyan erős processzor volt, amely képes volt a feladat önálló elvégzésére.

## Centris, Performa és AWS
Az Apple a kilencvenes évek elején több számítógép-családot, sorozatot hívott életre és szüntetett meg aránylag rövid idő alatt. Ennek számos oka volt, köztük a cégvezetés és koncepcióinak gyors változása, a piac kedvezőtlen visszajelzései, az egyes sorozatok értékesítési sikertelensége. A Centris–, a Performa– és Apple Workgroup Server számítógépek vagy egy-egy Quadra alapjául szolgált, vagy épp tovább-fejlesztése volt. Az áttekinthetőséget nem segíti, hogy volt olyan Macintosh számozás – 475 és 630 – aminek létezett LC, Quadra és Performa változata, valamint az LC-be tett Macintosh Processor Upgrade Carddal az LC Quadrává lett.
Az 1993-ban rövid ideig létező Centris számítógépek – 610, 650 és 660AV – Quadra gépekként maradtak forgalomban, a lenti grafikonon sötétzöld szín jelzi a Centriseket. A Centris közép kategóriás rendszercsalád volt a felső kategóriás Quadra és az alsó kategóriás LC között, de az Apple – hamar rájött, hogy nincs elég piaca a Centrisnek.
Az Apple első három szerver gépe, a Workgroup Server 60, 80 és 95 a Centris 610-en, a Quadra 800-on és a Quadra 950-en alapult. Ezeknek a szervereknek a rövidítése WGS volt, a következőké már AWS – Apple Workgroup Server.

## A Quadra számítógépek adatai
A táblázat nem tartalmazza az összes műszaki paramétert. Az egyes modelleknél a bemutatáskor érvényes adatokat soroljuk fel, a későbbi frissítéseket nem. Az eszköz technikai paraméterei a MacTracker alkalmazásból származnak.
| Gép nevebemutatva kivezetve                | Méretmagasság szélesség mélység súlySzín | Processzorprocesszor órajel, mag L1 és L2 cache társprocesszor | Háttértármerevlemezkülső adathordozó | Eredeti operációs rendszer | Memóriaalap max. @sebességhely     | Kijelzőmérete felbontása | Grafikakártyamemória kimenet | CsatlakozókEthernet, ADB, soros, SCSI, párhuzamos, FDD, kijelző, hang be/ki, belső mikrofon, hangszóró                                             | Bővíthetőségkártyahelybelső öbölkülső csatlakozó |
| ------------------------------------------ | ---------------------------------------- | -------------------------------------------------------------- | ------------------------------------ | -------------------------- | ---------------------------------- | ------------------------ | ---------------------------- | --- | ------------------------------------------------ |
| Quadra 7001991. okt. 21. 1993. márc. 15.   | 140 mm 302 mm 366 mm 6,2 kg bézs         | Motorola 68040 @25 MHz és 1 mag L1 8kB, integrált FPU          | 80MB HDD 1,44 floppy                 | System 7.0.1               | 4MB max: 68MB @80ns4 hely          | nincs kijelző            | 512kB 1 DB–15                | * AAUI-15 (Ethernet) * 2 ADB * 2 soros * 1 D–25 (SCSI) * 1 DB-15 (külső monitor) * 1 3,5 jack audió ki * beépített hangszóró                       | * 2 NuBus* SCSI (külső)                          |
| Quadra 9001991. okt. 21. 1992. máj. 18.    | 472 mm 226 mm 523 mm 11,5 kg bézs        | Motorola 68040 @25 MHz és 1 mag L1 8kB, integrált FPU          | 160MB HDD 2xCD-ROM 1,44 floppy       | System 7.0.1               | nincs alap max: 256MB @80ns16 hely | nincs kijelző            | 1MB 1 DB–15                  | * AAUI-15 (Ethernet) * 1 ADB * 2 soros * 1 D–25 (SCSI) * 1 DB-15 (külső monitor) * beépített hangszóró                                             | * 5 NuBus* SCSI (külső)                          |
| Quadra 9501992. máj. 18. 1995. okt. 14.    | 472 mm 226 mm 523 mm 16,7 kg bézs        | Motorola 68040 @33 MHz és 1 mag L1 8kB, integrált FPU          | 230GB HDD 2xCD-ROM 1,44 floppy       | System 7.0.1               | nincs alap max: 256MB @80ns16 hely | nincs kijelző            | 1MB 1 DB–15                  | * AAUI-15 (Ethernet) * 1 ADB * 2 soros * 1 D–25 (SCSI) * 1 DB-15 (külső monitor) * 1 3,5 jack audió be * 1 3,5 jack audió ki * beépített hangszóró | * 5 NuBus* SCSI (külső)                          |
| Centris 6101993. febr. 10. 1993. okt. 21.  | 86 mm 414 mm 396 mm 6,4 kg bézs          | Motorola 68LC040 @20 MHz és 1 mag L1 8kB,                      | 80MB HDD 2xCD-ROM 1,44 floppy        | System 7.1                 | 4MB max: 68MB @80ns2 hely          | nincs kijelző            | 512kB 1 DB–15                | * AAUI-15 (Ethernet) * 2 ADB * 2 soros * 1 D–25 (SCSI) * 1 DB-15 (külső monitor) * 1 3,5 jack audió be * 1 3,5 jack audió ki * beépített hangszóró | * 1 NuBus vagy PDS* SCSI (külső)                 |
| Centris 6501994. márc. 14. 1995. máj. 15.  | 152 mm 330 mm 419 mm 11,3 kg bézs        | Motorola 68040 @25 MHz és 1 mag L1 8kB, integrált FPU          | 80MB HDD 2xCD-ROM 1,44 floppy        | System 7.1                 | 4MB max: 132MB @80ns4 hely         | nincs kijelző            | 1MB 1 DB–15                  | * AAUI-15 (Ethernet) * 1 ADB * 2 soros * 1 D–25 (SCSI) * 1 DB-15 (külső monitor) * 1 3,5 jack audió be * 1 3,5 jack audió ki * beépített hangszóró | * 3 NuBus * 1 PDS* SCSI (külső)                  |
| Quadra 8001993. febr. 10. 1994. márc. 14.  | 356 mm 196 mm 400 mm 10,9 kg bézs        | Motorola 68040 @33 MHz és 1 mag L1 8kB, integrált FPU          | 230MB HDD 2xCD-ROM 1,44 floppy       | System 7.1                 | 8MB max: 136MB @60ns4 hely         | nincs kijelző            | 512kB 1 DB–15                | * AAUI-15 (Ethernet) * 2 ADB * 2 soros * 1 D–25 (SCSI) * 1 DB-15 (külső monitor) * 1 3,5 jack audió be * 1 3,5 jack audió ki * beépített hangszóró | * 3 NuBus * 1 PDS* SCSI (külső)                  |
| Centris 660AV1993. júl. 29. 1993. okt. 1.  | 860 mm 414 mm 396 mm 6,4 kg bézs         | Motorola 68040 @25 MHz és 1 mag L1 8kB, AT&T 3210              | 80MB HDD 2xCD-ROM 1,44 floppy        | Mac OS 8.1                 | 4MB max: 68MB @80ns2 hely          | nincs kijelző            | 1MB 1 DB–15                  | * AAUI-15 (Ethernet) * 1 ADB * 2 soros * 1 D–25 (SCSI) * 1 DB-15 (külső monitor) * 1 3,5 jack audió be * 1 3,5 jack audió ki * beépített hangszóró | * 1 NuBus* SCSI (külső)                          |
| Quadra 840AV1993. júl. 29. 1994. júl. 18.  | 356 mm 196 mm 400 mm 11,5 kg bézs        | Motorola 68040 @40 MHz és 1 mag L1 8kB, AT&T 3210              | 230MB HDD 2xCD-ROM 1,44 floppy       | System 7.1                 | nincs alap max: 128MB @60ns4 hely  | nincs kijelző            | 1MB 1 DB–15                  | * AAUI-15 (Ethernet) * 1 ADB * 2 soros * 1 D–25 (SCSI) * 1 DB-15 (külső monitor) * 1 3,5 jack audió be * 1 3,5 jack audió ki * beépített hangszóró | * 3 NuBus * 1 DAV* SCSI (külső)                  |
| Quadra 6051993. okt. 21. 1994. okt. 17.    | 74 mm 310 mm 389 mm 4 kg bézs            | Motorola 68LC040 @25 MHz és 1 mag L1 8kB,                      | 80MB HDD 1,44 floppy                 | System 7.1                 | 4MB max: 132MB @80ns1 hely         | nincs kijelző            | 512kB 1 DB–15                | * 1 ADB * 2 soros * 1 D–25 (SCSI) * 1 DB-15 (külső monitor) * 1 3,5 jack audió be * 1 3,5 jack audió ki * beépített hangszóró                      | * 1 LC III PDS* SCSI (külső)                     |
| Quadra 6101993. okt. 21. 1994. júl. 18.    | 86 mm 414 mm 396 mm 6,4 kg bézs          | Motorola 68LC040 @25 MHz és 1 mag L1 8kB,                      | 80MB HDD 2xCD-ROM 1,44 floppy        | System 7.1                 | 4MB max: 68MB @80ns2 hely          | nincs kijelző            | 512kB 1 DB–15                | * AAUI-15 (Ethernet) * 2 ADB * 2 soros * 1 D–25 (SCSI) * 1 DB-15 (külső monitor) * 1 3,5 jack audió be * 1 3,5 jack audió ki * beépített hangszóró | * 1 NuBus* SCSI (külső)                          |
| Quadra 6501993. okt. 21. 1994. szept. 12.  | 152 mm 330 mm 419 mm 11,3 kg bézs        | Motorola 68040 @33 MHz és 1 mag L1 8kB, integrált FPU          | 230GB HDD 2xCD-ROM 1,44 floppy       | System 7.1                 | 4MB max: 132MB @80ns4 hely         | nincs kijelző            | 512kB 1 DB–15                | * AAUI-15 (Ethernet) * 1 ADB * 2 soros * 1 D–25 (SCSI) * 1 DB-15 (külső monitor) * 1 3,5 jack audió be * 1 3,5 jack audió ki * beépített hangszóró | * 3 NuBus * 1 PDS* SCSI (külső)                  |
| Quadra 660AV1993. okt. 1. 1994. szept. 12. | 86 mm 414 mm 396 mm 6,4 kg bézs          | Motorola 68040 @25 MHz és 1 mag L1 8kB, AT&T 3210              | 230GB HDD                            | Mac OS 8.1                 | 4MB max: 68MB @80ns2 hely          | nincs kijelző            | 1MB 1 DB–15                  | * AAUI-15 (Ethernet) * 1 ADB * 2 soros * 1 D–25 (SCSI) * 1 DB-15 (külső monitor) * 1 3,5 jack audió be * 1 3,5 jack audió ki * beépített hangszóró | * 1 NuBus* SCSI (külső)                          |
| Quadra 6301994. júl. 18. 1995. ápr. 17.    | 109 mm 320 mm 419 mm 8,6 kg bézs         | Motorola 68040 @33 MHz és 1 mag L1 8kB, integrált FPU          | 250MB HDD                            | System 7.1.2 Pro           | 4MB max: 36MB @80ns1 hely          | nincs kijelző            | 1MB 1 DB–15                  | * AAUI-15 (Ethernet) * 1 ADB * 2 soros * 1 D–25 (SCSI) * 1 DB-15 (külső monitor) * 1 3,5 jack audió be * 1 3,5 jack audió ki * beépített hangszóró | * 1 LC PDS * 1 Comm* IDE (külső)                 |

### Quadra számítógépek az időben
| A Macintosh Quadra számítógépek idővonalon |
| --- |
| A színek kezdete a bemutató időpontja, a forgalmazás több esetben is hónapokkal később kezdődött. Megeshet, hogy egy csík végét kitakarja egy másik csík eleje. Előfordul, hogy a gyártás befejezését követően még egy ideig forgalomban marad a gép adott verziója. |